# Псача
Псача (мкд. Псача) је насеље у Северној Македонији, у североисточном делу државе. Псача је у оквиру општине Ранковце.
У Псачи се налази Манастир Светог Николе, познат и као Манастир Псача, задужбина српске властеле из времена краља Вукашина.

## Географија
Псача је смештена у североисточном делу Северне Македоније. Од најближег града, Куманова, село је удаљено 40 km источно.
Село Псача се налази у историјској области Славиште. Насеље је положено у долини Криве реке (тзв. Славишко поље), на приближно 510 метара надморске висине.
Месна клима је умерено континентална.

## Историја
У месту је радила српска народна школа између 1868-1876. године.

## Становништво
Псача је према последњем попису из 2002. године имала 539 становника. Од тога огромну већину чине етнички Македонци (99%).
Претежна вероисповест месног становништва је православље.